# アランデル大聖堂
アランデル大聖堂（アランデルだいせいどう、Arundel Cathedral）は、イギリスのウェスト・サセックス州アランデルにあるローマ・カトリックの大聖堂。1873年に小教区教会として献堂され、1965年からはアランデル・アンド・ブライトン教区設立に伴って司教区大聖堂となった。現在はアランデル・アンド・ブライトン司教の司教座聖堂となっている。

## 歴史
アランデル大聖堂の建設には、ノーフォーク公とアランデル伯を受け継ぐハワード家が深く関わっている。ハワード家はイングランド貴族でも王家に次ぐ由緒正しい家系で、代々カトリックの庇護を行ってきた。また同家は1102年から900年以上にわたってアランデル城を居城としている。
1664年、イングランドの法令によって国内でのカトリック信仰が抑圧され、カトリックが保有していた教会堂・大聖堂全てがイングランド国教会に取り上げられた。その後カトリック弾圧が解かれるには1829年のローマ・カトリック信徒救済法まで待たなければならなかった。
1868年、第15代ノーフォーク公爵ヘンリー・フィッツアラン＝ハワードは、建築家のジョセフ・ハンソムに命じてアランデル城と並ぶにふさわしい大聖堂の設計を行なわせた。その結果、大聖堂のデザインはハワード家がイングランドで栄華を誇った14世紀に流行したゴシック建築となった。その結果、この大聖堂はゴシック・リヴァイヴァル建築の代表作として第I級指定建築物に指定されている。
この大聖堂は当初聖母マリアと聖フィリッポ・ネリに奉献された。しかし、1971年に第20代アランデル伯爵フィリップ・ハワードが列聖されたこと、そして聖堂内に彼の聖遺物があることを踏まえ、奉献の対象が聖母マリアと聖フィリップ・ハワードに変更された。

## オルガニスト
2002年、大聖堂のオルガニスト兼聖歌隊指揮者としてエリザベス・ストラトフォードが任命され、彼女はイギリスの大聖堂における女性初の音楽監督となった。彼女はブラッドフォードのセント・ジョセフ・カトリック・カレッジを卒業した後にハダースフィールド大学へ進学。声楽・作曲・オルガン部門でロイヤル・カレッジ・オブ・オルガニストから奨学金を授与された。その後リーズ大学に進学し、現在はブライトン・カレッジのピアノ教師も務めている。

## ロケ地
ソプラノユニットのリベラがミュージック・ビデオのロケ地として使用しており、コンサートも複数回開催されている。

## ギャラリー

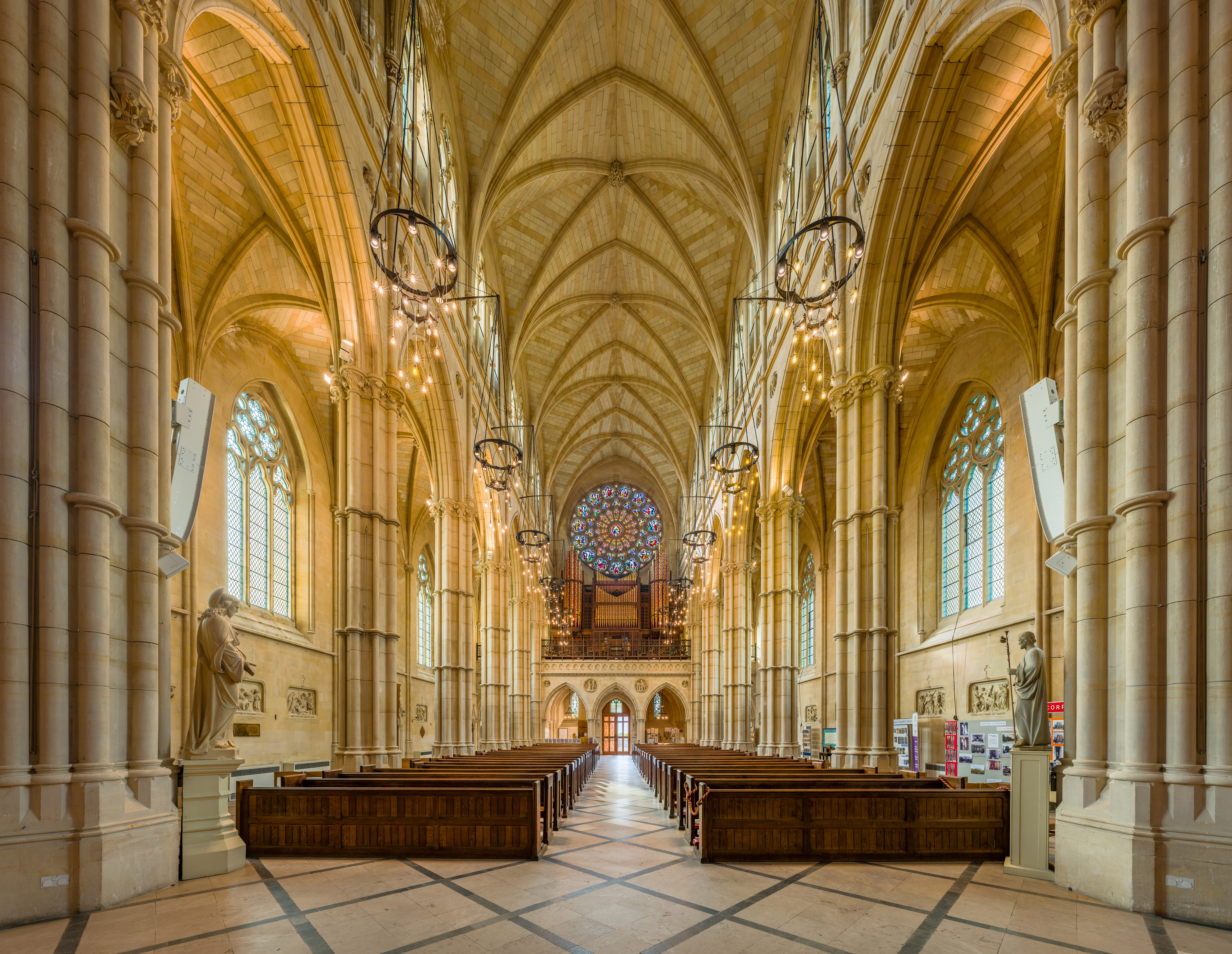
入口から見た身廊部分
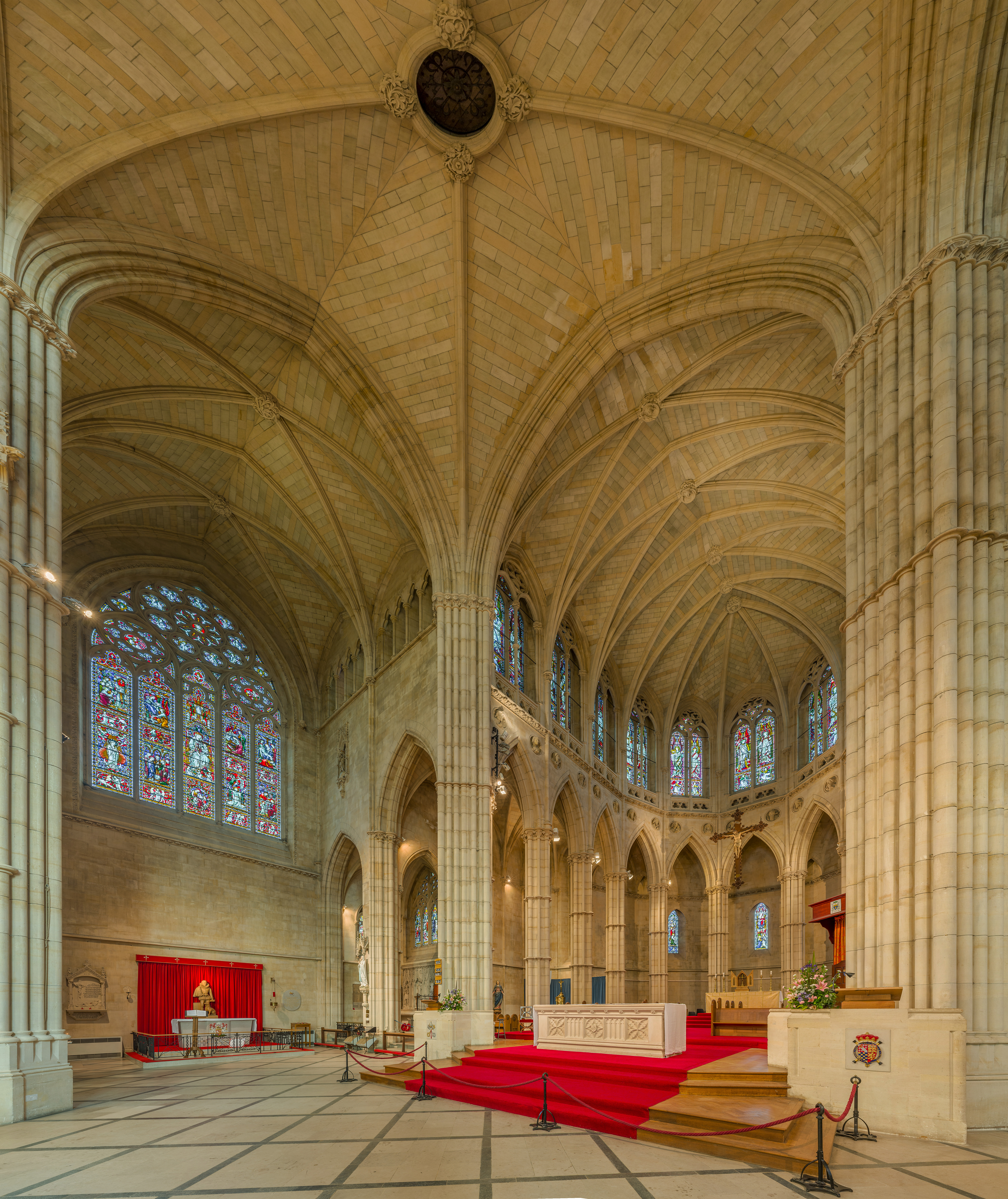
祭壇
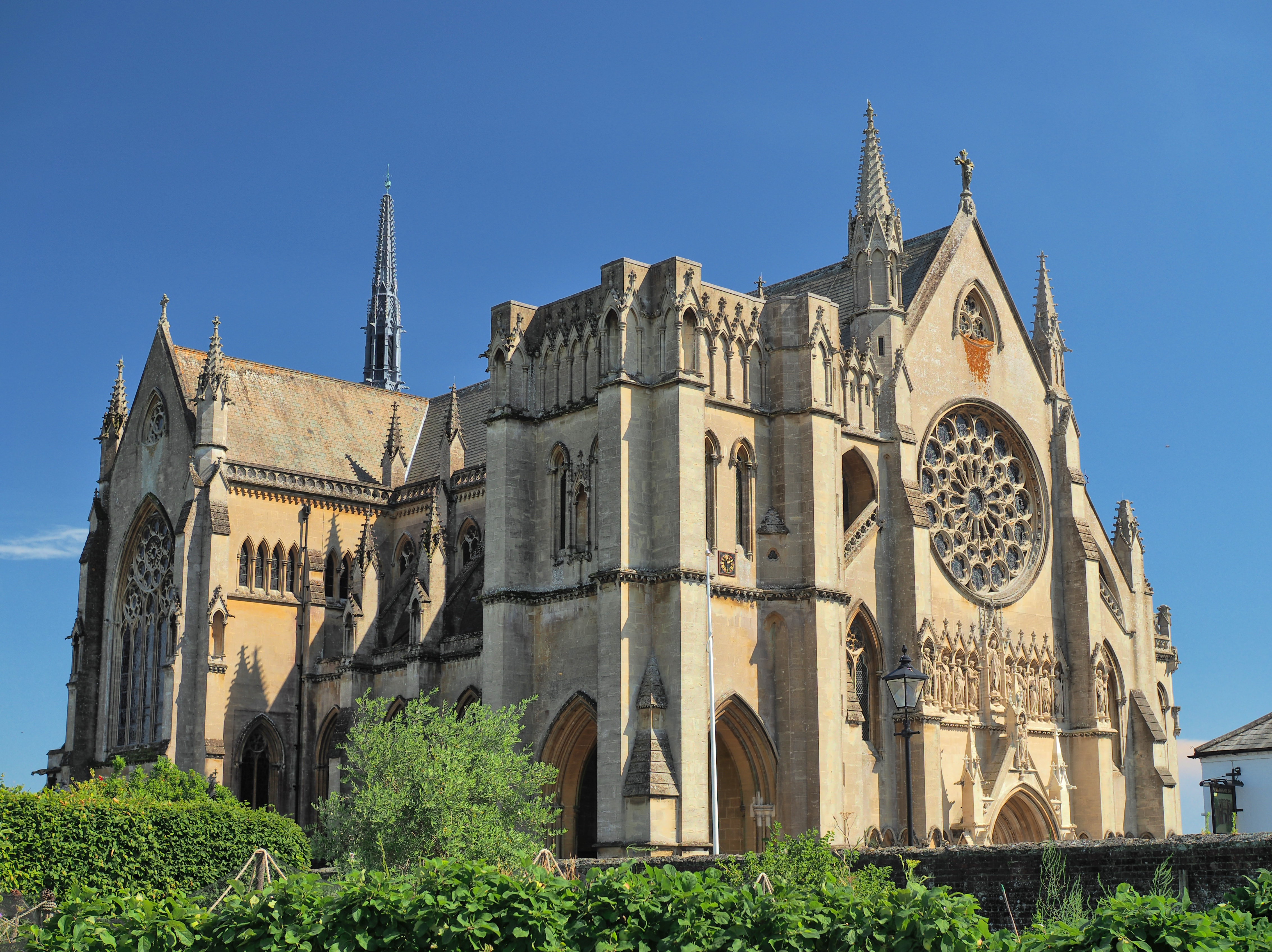
西側正面
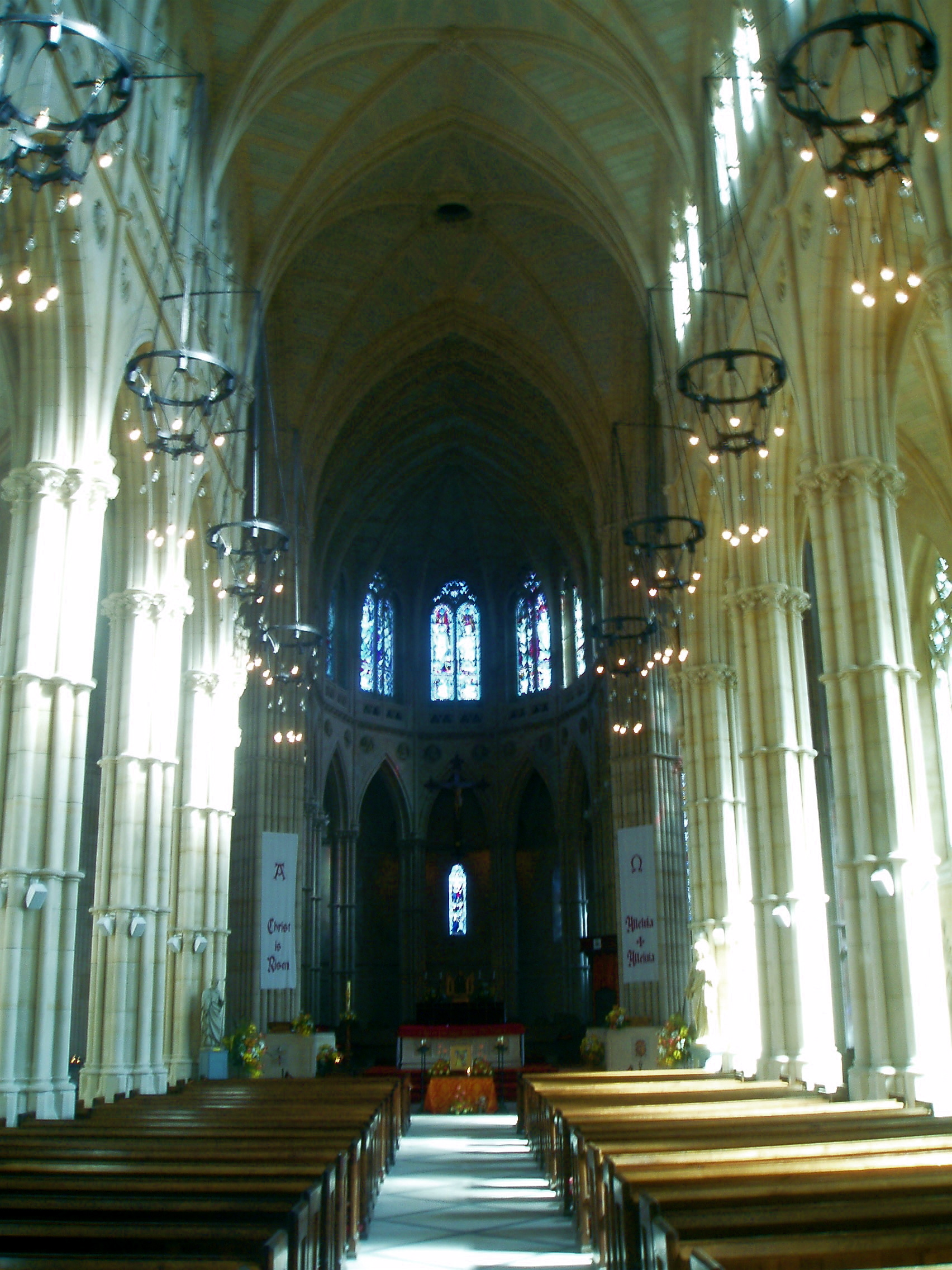
内装
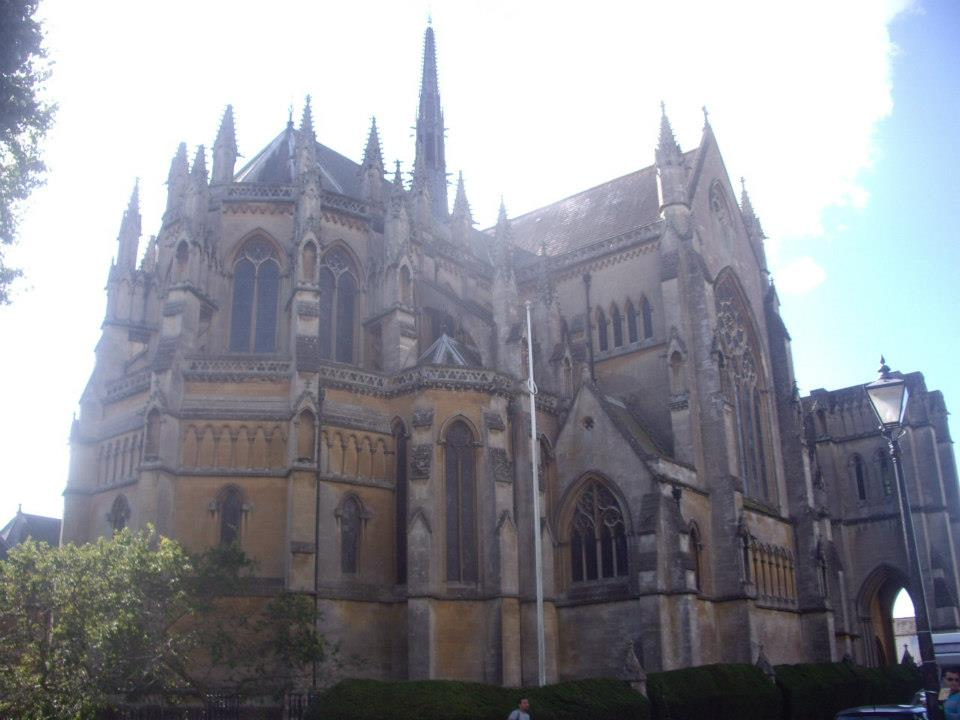
アランデル大聖堂（2012年）
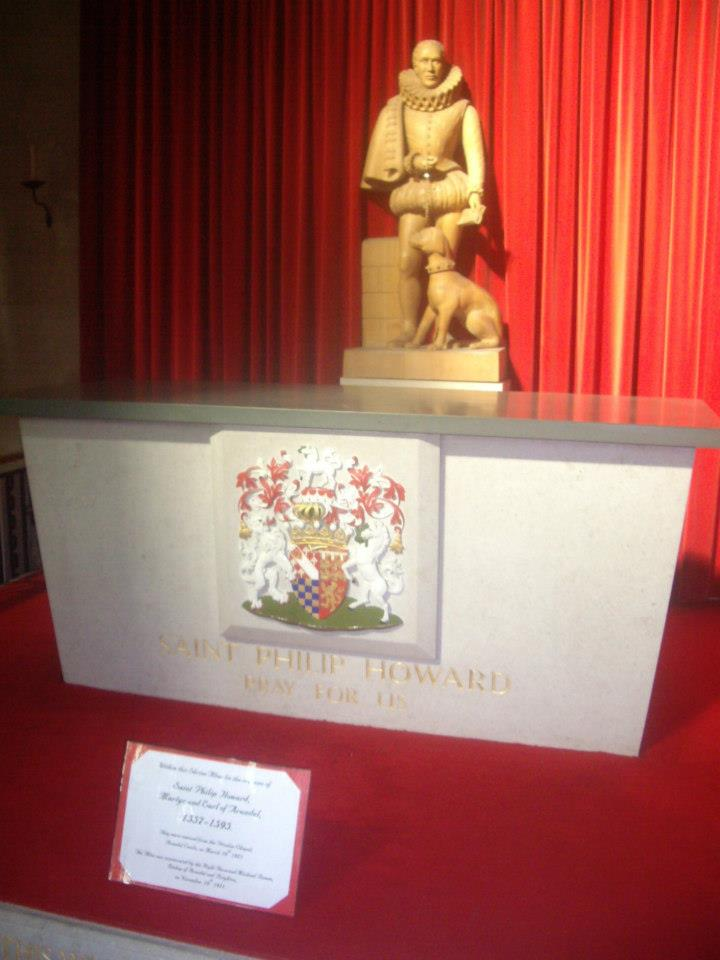
聖フィリップ・ハワードの聖遺物